# Immortality
«Immortality» es una canción del grupo de rock Pearl Jam, lanzada como sencillo promocional para su tercer álbum, Vitalogy en 1995. "Immortality" alcanzó el lugar #10 en la lista de canciones de Rock Mainstream de la revista Billboard. Además fue incluida en su álbum de grandes éxitos Rearviewmirror: Greatest Hits 1991-2003.

## Significado de la letra
La letra habla acerca del hecho de que todos los seres humanos, sin distinción alguna, tendremos que morir y de la forma en que todos compartimos ese destino común.
Mucho se ha especulado acerca de que "Immortality" originalmente estuviera dedicada o hiciera referencia a la muerte del cantante Kurt Cobain, sin embargo Eddie Vedder lo ha negado. Se puede demostrar que la canción no hace referencia a Cobain ya que existen varias versiones en vivo de ella antes de la muerte de Cobain, si bien con algunas modificaciones en la letra.

## Versiones de otros artistas
Se puede encontrar una versión acústica en vivo de la canción interpretada por el grupo Seether en su álbum One Cold Night.

## Formatos y lista de canciones
Toda la información está tomada de varias fuentes.
Todas las canciones están acreditadas a Abbruzzese, Ament, Gossard, McCready, Vedder
- Sencillo en CD (Estados Unidos, Holanda, Australia, Alemania, Canadá y Austria)
  1. "Immortality" – 5:18
  2. "Rearviewmirror" – 5:18
    - Interpretada por el grupo The Frogs

- Sencillo en vinilo de 7" (Estados Unidos y Europa)
  1. "Immortality" – 5:18
  2. "Rearviewmirror" – 5:18
    - Interpretada por el grupo The Frogs

- Sencillo en casete (Australia y Estados Unidos)
  1. "Immortality" – 5:18
  2. "Rearviewmirror" – 5:18
    - Interpretada por el grupo The Frogs